# Charles Chetwynd-Talbot (2e comte Talbot)
Charles Chetwynd Chetwynd-Talbot, 2e comte Talbot (25 avril 1777 - 10 janvier 1849) est un homme politique britannique. Il est lord-lieutenant d'Irlande entre 1817 et 1821.

## Biographie
Né Charles Talbot, il est le fils aîné de John Chetwynd-Talbot (1er comte Talbot) d'Ingestre Hall et son épouse Charlotte, fille de Wills Hill, 1er marquis de Downshire. Quand le père de Talbot est créé comte Talbot et vicomte Ingestre, en 1784, Talbot porte ce dernier titre de courtoisie. Son père ajoute également Chetwynd au nom de famille en 1786. Talbot hérite du comté de son père et d'Ingestre en 1793. Il est inscrit au Christ Church d'Oxford en 1794 et obtient un Master of Arts en 1797. Il charge l'architecte John Nash de rénover Ingestre Hall vers 1810.

## Début de carrière
Après avoir quitté Oxford, Lord Talbot rejoint l'ambassade britannique en Russie sous la direction de Lord Whitworth, formant une amitié durable avec son patron. En 1803, Lord Talbot organise une force de volontaires dans le Staffordshire pour s'opposer à une invasion planifiée de Napoléon. En 1812, il est nommé lord-lieutenant du Staffordshire, poste qu'il occupe jusqu'à sa mort. Il est élu membre de la Royal Society en 1813 .

## Lord-lieutenant d'Irlande
En 1817, Talbot est également nommé lord-lieutenant d'Irlande et admis au Conseil privé. En reconnaissance de ses services rendus à l'agriculture irlandaise, il obtient la citoyenneté de Drogheda et, lors de la visite de George IV dans le pays en 1821, il est nommé chevalier de Saint-Patrick. Bien qu'opposant à Émancipation des catholiques, Daniel O'Connell a reconnu l’impartialité de Talbot et Lord Cloncurry l’a qualifié de «gentleman honorable et généreux». Cependant, le mécontentement grandissant en Irlande sous le gouvernement Talbot force le Premier ministre, Lord Liverpool à le remplacer par Richard Wellesley en décembre 1821.

## Fin de carrière
En 1833, Lord Talbot est encouragé à se présenter à la chancellerie de l'université d'Oxford, mais se retire par déférence pour le duc de Wellington. En 1839, en reconnaissance de ses services en tant que lord-lieutenant de Staffordshire, Talbot reçoit 1 400 £, qu'il utilise pour doter une nouvelle église à Salt, dans le Staffordshire. Partisan de Robert Peel, il démissionne de son poste de chevalier de Saint-Patrick pour être nommé chevalier de la Jarretière en 1844, sur la recommandation de Peel. Lord Talbot a par la suite appuyé l'abrogation des Corn Laws, l'un des premiers à l'avoir fait.

## Famille
Lord Talbot épouse Frances Thomasine (décédée en 1819), fille de Charles Lambart, en 1800. Ils ont onze enfants survivants:
- Frances Charlotte (1801-1823), mariée à William Legge (4e comte de Dartmouth)
- Charles Thomas, titré vicomte Ingestre (1802-1826)
- Henry John Chetwynd-Talbot, plus tard appelé vicomte Ingestre, plus tard 3e comte Talbot et 18e comte de Shrewsbury.
- Arthur (1805–1884), membre du clergé.
- John (1806-1852), juge et membre de la Canterbury Association. Père de John Gilbert Talbot[2]
- Cecil Chetwynd (1808–1877), épouse John Kerr.
- (George) Gustavus (1810-1896), ecclésiastique.
- William Whitworth (1814-1888), membre du clergé.
- Gilbert Chetwynd (1816-1896), membre du clergé.
- Patrick Talbot (en) (1817-1898), militaire.
- Gerald (1819-1885)

Lady Talbot décède en décembre 1819, moins de trois mois après la naissance de son plus jeune enfant. Lord Talbot meurt à son domicile, Ingestre Hall, en janvier 1849, à l'âge de 71 ans, et est remplacé par son fils aîné, Henry, qui hérite plus tard du comté de Shrewsbury de son lointain cousin.